# Drumelzier
Drumelzier est un village situé dans les Scottish Borders, en Écosse.